# مارکو رزه
مارکو رزه (انگلیسی: Marco Rose؛ زادهٔ ۱۱ سپتامبر ۱۹۷۶) بازیکن فوتبال سابق و مربی فوتبال فعلی، اهل آلمان است. وی هم‌اکنون هدایت تیم آربی لایپزیگ را برعهده دارد. 
از باشگاه‌هایی که در آن بازی کرده‌است می‌توان به باشگاه فوتبال ماینتس ۰۵ و باشگاه فوتبال هانوفر ۹۶ اشاره کرد.